# North Poorton
North Poorton est une paroisse civile et un village du Dorset, en Angleterre.